# Животноводческая ферма
Животноводческая ферма — подразделение в сельскохозяйственных предприятиях, на котором производится разведение сельскохозяйственных животных: крупного и мелкого рогатого скота, свиней, птицы и проч.
Животноводческие фермы как правило имеют разнообразную механизацию, которая уменьшает долю ручного труда при кормлении животных, их дойке, уборке навоза. На закате СССР, ввиду перекосов в экономике (ликвидация МТС, переход на рыночные отношения — так называемый хозрасчёт), фермы в колхозах и совхозах механизировались слабо. Имевшаяся механизация использовалась неудовлетворительно, зачастую выходила из строя и подолгу не ремонтировалась. Промышленностью производились доильные аппараты, измельчители кормов, кормодробилки, корнерезки, соломосилосорезки, навозные транспортёры.
По назначению фермы делятся на племенные и товарные: первые воспроизводят скот для улучшения стада вторых, которые целенаправленно выращивают и откармливают скот для производства мяса, молока, кожи, шерсти.
- Современная птицефабрика
- Животноводческая ферма 
 вблизи города Креммен (ГДР), 1959
- Коровы на ферме в США
- Свиноферма